# Окілко Володимир Миколайович
Окілко Володимир Миколайович — український естрадний та оперний співак, композитор, валторніст, виконавець композицій української естради і зарубіжної класики. Півфіналіст першого сезону телевізійного проекту «Голос Країни».

## Життєпис
Народився  8 червня 1977 року  в селі Стадники, Яворівського району, Львівськоі області .
У 1984 -  році пішов у перший клас у місті  Новояворівську СШ номер 1.
З 1986 вчився  у Новояворівській дитячій  школі  мистецтв за класом акордеона у викладачки Кузьменко Ольги Михайлівни.
У 1989 вступив до Львівської середньої спеціальної музичної школи — інтернат імені Соломії Крушельницької [Архівовано 30 серпня 2019 у Wayback Machine.]. Навчався по класу валторни до 1995 року. Школу закінчив з відзнакою.
В 1994 році виступив на фестивалі «Молода Галичина», де заспівав пісні свого наставника Петра Борусяка. «Ми перемогли. Це було несподівано, приємно і тоді я серйозно задумався про вдосконалення не лише гри на валторні, але й своїх вокальних здібностей».
В 1995 році поступив у Львівську консерваторію [Архівовано 30 серпня 2019 у Wayback Machine.] по класу валторни. На четвертому  курсі  консерваторії у 1999 році був зарахований у Львівську національну філармонію [Архівовано 30 серпня 2019 у Wayback Machine.] на постійну роботу на посаду артиста симфонічного оркестру у групу валторн, де працював і гастролював по світу  разом з цим оркестром  до 2015 року .
В 2000 році закінчив Львівську Національну  Музичну Академію ім. М. Лисенка [Архівовано 30 серпня 2019 у Wayback Machine.], як концертний виконавець, викладач, артист оркестру (ансамблю).
У 2000 році спробував себе на викладацькій ниві в школі-інтернаті, яку сам закінчив. Навчав дітей грі на валторні, як і його перший вчитель, на той час покійний директор ЛСМШІ ім. С. Крушельницької, Володимир Спиридонович Антонів, який дав йому шанс і путівку в життя.
2000—2004 — вчився у Львівській Духовній Семінаріі
В 2012 році став студентом 3 курсу вокального факультету Львівської Національної Музичної Академії ім. М. Лисенка, клас народного артиста України Липника Анатолія Миколайовича
У 2014 році закінчив Львівську Національну Музичну Академію ім. М. Лисенка за напрямом підготовки «МУЗИЧНЕ МИСТЕЦТВО» здобув кваліфікацію бакалавр музичного мистецтва, оперний співак, концертний співак, викладач.
В 2013 році відбувся його прем'єрний телевізійний сольний концерт «ОРІОН  ЗОЛОТИЙ» у супроводі Львівського Академічного Камерного оркестру «Віртуози Львова».
У 2014 році закінчив  Львівську національну  музичну академію імені М. В. Лисенка за напрямом підготовки «Музичне мистецтво» та здобув кваліфікацію бакалавр музичного мистецтва, оперний співак, концертний співак, викладач.
2015—2016 — роки працює по контракту та гастролює як концертний і оперний співак у США і Україні.

## Сольна вокальна кар'єра
З 1994 року розпочав сольну вокальну кар'єру, беручи активну участь у престижних Міжнародних та Всеукраїнських пісенних фестивалях і конкурсах. Залучався до участі у заходах з відзначення державних свят та ювілеїв видатних національних діячів культури, як в Україні, так і за кордоном. Працює у різних пісенних жанрах (класика, народна музика, популярна музика, фольклор). Є учасником благодійних концертів на потреби АТО «ЄДИНА КРАЇНА». Користується авторитетом серед професійних музичних виконавців, музичної асоціації, музикознавців та має ряд своїх шанувальників. Бере участь у різних українських теле-радіо програмах, ефірах. Також неодноразово бере участь у концертах відкритого типу «OPEN AIR», які відбуваються щорічно з нагоди ДНЯ НЕЗАЛЕЖНОСТІ УКРАЇНИ (за підтримки Львівської Міської Ради). Гідно і гордо представляє національне музичне мистецтво в Україні та за її межами . Протягом наступних творчих років брав активну участь в різноманітних концертах, та гастролював країнами світу з симфонічним оркестром Львівської Філармонії, а також займався власним творчим розвитком, як співак.

## Творчі досягнення
1994 — лауреат Першої премії Всеукраїнського фестивалю «Молода Галичина», м. Новояворівськ
1994 — 5 міжнародний фестиваль тінейджерської пісні «ТІН-ВЕЙВ» в місті Євпаторія — перша премія;
1995 — лауреат фестивалю української сучасної пісні «ПІСНЯ БУДЕ ПОМІЖ НАС» в місті Трускавець;
1995 — дипломант першого міжнародного конкурсу виконавців дитячої пісні «СПІВАНОЧКА-ДЖАЗОЧКА»;
1995 — участь в передачі "12 мінус 2″ на радіостанції «Промінь» в Києві, зайняв друге місце;
1996 — відкриття фестивалю «МОЛОДА ГАЛИЧИНА», де дебютував у складі рок-гурту «ДРАЙ-ХМАРА» як рок-виконавець з піснею «Мій слід»;
1998 — лауреат  Другої премії  всеукраїнського фестивалю сучасної української пісні  «МОЛОДА ГАЛИЧИНА»,
2006 — випустив перший CD альбом — Володимир Окілко «УКРАЇНСЬКІ КОЛЯДКИ»;
2011 — шоу проект на каналі 1+1 «ГОЛОС КРАЇНИ», де увійшов в найкращу 24 вокалістів, півфіналіст;
2011 — переможець конкурсу вокалістів на порталі «Українські мінусовки» в категорії чоловічого вокалу;
2011 — лауреат 1 премії Всеукраїнського  телевізійного фестивалю «Львівська фортуна»;
2011 — переможець конкурсу «Зимові Зустрічі» в категорії чоловічого вокалу;
2012 — нагороджений дипломом за збереження та примноження української християнської духовної спадщини .
2012 — переможець в номінації «Творче відкриття року» програми "Золотий Лев-Люди Львова 2011″ за версією журналу «Ria Львів».
2012 — подяка за участь в урочистій академії з нагоди 198- ї річниці від дня народження Тараса Григоровича Шевченка у Львівському національному академічному театрі опери та балету ім. С. Крушельницької та високу виконавську майстерність .
2013 — подяка за творчий внесок та участь в благодійному концерті «З ЛЮБОВ'Ю ДО ДІТЕЙ»
2013 — прем'єрний телевізійний сольний концерт «Оріон Золотий» у супроводі Львівського Академічного Камерного оркестру «Віртуози Львова».
2013 — подяка від Генерального консульства України в Чикаго, в рамках благодійної акції з нагоди святкування 22-ї річниці НЕЗАЛЕЖНОСТІ УКРАЇНИ, за талановите та професійне виконання .
2016 — нагороджений грамотою за участь у Гала — концерті  "ЗІРКИ УКРАЇНСЬКОЇ ДІАСПОРИ"та вагомий внесок у розвиток і збереження українських національних традицій і культури.
2016 — нагороджений грамотою  за високий рівень виконавчої майстерності, творчу ініціативу, активну участь у культурному житті Міжнародного центру миротворчості та безпеки та Національної академії сухопутних військ імені гетьмана Петра Сагайдачного.
2016 — нагороджений грамотою за плідну співпрацю, вагомий внесок у військово- патріотичне виховання особового складу 184 Навчального центру .
2016 — подяка за проявлений професіоналізм, високу артистичну майстерність під час святкового концерту «З УКРАЇНОЮ В СЕРЦІ –З ВІРОЮ У ПЕРЕМОГУ» з нагоди 25-річчя Незалежності України.
2017 — нагороджений грамотою, пам'ятною відзнакою  за високий рівень виконавської майстерності  газетою «УКРАЇНСЬКЕ СЛОВО»  USA&CANADA
2018 — подяка за участь у концертній програмі «Фестиваль дизайну вишиванки» КУЛЬТУРНО МИСТЕЦЬКИЙ ЦЕНТР
2018 — подяка за досвід, за спілкування, що наповнює настроєм, за час, проведений з користю . Нас єднає українська пісня «МОЛОДА ГАЛИЧИНА»
2018 — нагороджений медаллю «ЗА СЛУЖІННЯ МИСТЕЦТВУ»

2019 — нагороджений дипломом лауреата, пам'ятною відзнакою фестивалю ВСЕУКРАЇНСЬКА НАРОДНА ПІСЕННА ПРЕМІЯ «ГАЛИЦЬКИЙ ШЛЯГЕР» виконання пісні « МІЙ РІДНИЙ КРАЙ»

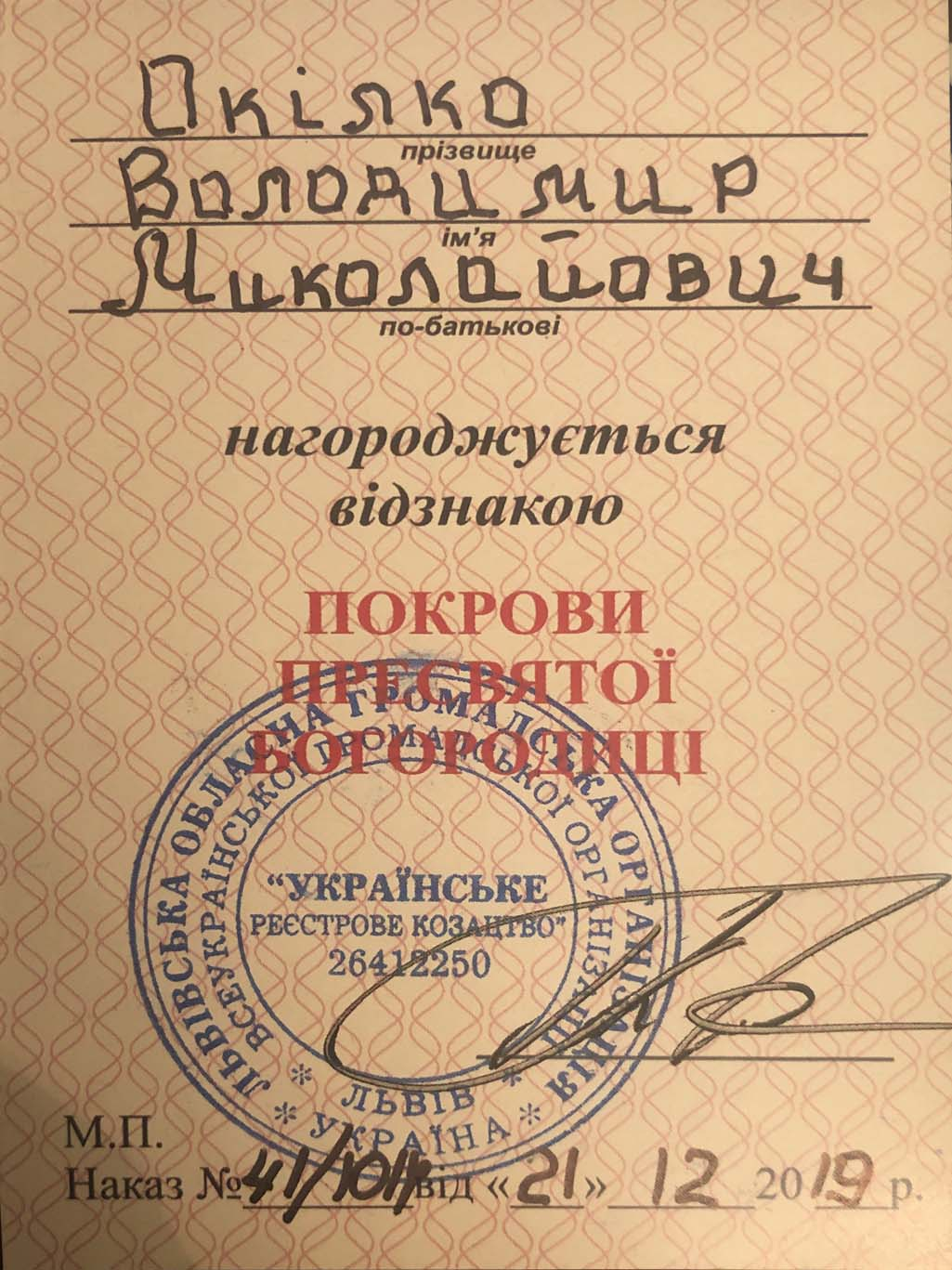

2019 — сольний концерт «ЮВІЛЕЙНИЙ» з нагоди 25- річчя творчої діяльності
2019 — презентація нового CD альбому Володимир Окілко « ЮВІЛЕЙНИЙ — 25»
2019 — подяка співаку, композитору, валторністу за високу професійну майстерність, вагомий внесок у розвиток сучасної української пісні та з нагоди 25- річчя творчої діяльності . ЛОДА — Голова обласної державної адміністрції М. М. Мальський
2019 — подяка від улюбленого соціального мегапроекту для дітей та учасників АТО «Здійсни мрію» за підтримку благодійних ініціатив.
2019 — нагороджений «Орденом Покрови Пресвятої Богородиці» (Українське Реєстрове Козацтво — наказ № 41/1014, від 18.12.2019 р.)

## Репертуар
Власні пісні, українська та зарубіжна класика, народні та популярні пісні:
1.            Мій рідний край  - автор: Василь Іваніцький
2.            Куди летять роки — сл. Б. Максимків  муз. В. Окілко
3.            Дитинство -  сл. Л. Процик  муз. В. Окілко
4.            Доля — автор: Василь Іваніцький
5.            Мрія — автор: Василь Іваніцький
6.            Ті карі, божественні очі — сл. Б. Токарський  муз. В. Окілко
7.           Жінкам на диво личать квіти — сл. Л. Процик  муз. В. Окілко
8.            Дорога в рай — сл. і муз. — Анатолій Матвійчук
9.            Пісня про маму — сл. і муз. Богдан Максимків США
10.          Осінь — сл. і муз. Богдан Максимків США
11.          З'єднаймося, українці — сл. і муз. Богдан Максимків США
12.          Чорнобривці — В. Верменич, М. Сингаївський
13.          Минає день — М. Мозговий, Ю. Рибчинський
14.          Дівчино моя — автор невідомий, укр.сл. В. Іваніцький
15.          Я сьогодні від вас від'їжджаю — повстанська
16.          Сам не вірю — автор Jakub Urbanski, укр.сл. В. Іваніцький
17.          Квітка любові — сл. і муз. Богдан Максимків США
18.          Пісня про маму (класична версія) — сл. і муз. Богдан Максимків США
19.          Ой, ти дівчино, з горіха зерня — А. Кос-Анатольський, І. Франко
20.          Місяць на небі — народна
21.          Сопілка — І. Яснюк
22.          Два кольори — О. Білаш, Д. Павличко
23.         Luna tu — Alessandro Safina
24.         Дівчино моя -   автор невідомий
25.        Сам не вірю -  сл.і муз. Jakub Urbanski «Playboys»
26.         Кохана, до мене вернись  -   сл.і муз. Іван Сітарський
27.         Ріка кохання — сл. Богдан Максимків  муз. В. Окілко
Колядки:
1.            Бог предвічний — колядки
2.            В Вифлеємі днесь Марія — колядка
3.            В Вифлеємі днесь предивна — колядка
4.            В Вифлеємі тайна — колядка
5.            Вітай, Ісусе — колядка
6.            Возвеселімся всі купно нині — колядка
7.            На небі зірка — колядка
8.            Нова радість стала — колядка
9.            По всьому світу стала новина — колядка
10.          Свята ніч, тиха ніч — колядка
11.          Спи, Ісусе, спи — колядка
12.          Чудесна зірка — колядка
Класичний репертуар — арії та романси:
Germont — Di Provenza del mar- Verdi, La Traviata
Il Conte di Luna — Tutto è deserto…Il balen del suo sorriso- Verdi, Il Trovatore
Don Carlo -O sommo Carlo -Verdi, Ernani
Yeletsky — Ya vas lyublyu -Tchaikovsky, The Queen of Spades
Cascart — Zaza, Piccola Zingara — Leoncavallo, Zaza
Cascart — Buona Zaza, del mio buon tempo- Leoncavallo, Zaza
Alfonso — A tanto Amor- Donizetti, La Favorita
Storge -  First perish thou…Let other creatures -Handel, Jephtha
Siroe, Re di Persia — Deggio morire, o Stelle — Handel, Siroe
Manoa — Bruder, ihr Manner Dan's…Ojammervolles Loos-Handel, Samson
Aria — (D major) Revenge, Timotheus cries — Handel, Alexander's Feast
Simone -  Schon eilet froh der Ackersmann-  Haydn, Die Jahreszeiten
Figaro -  Non piu andrai — Mozart, The Marriage of Figaro
Duet Hanna and Danilo -  Lippen Scheweigen  -Lehar, The merry widow
Пісні, романси:
Fenesta che lucive — Meglio
Vergin tutto amor — Durante
I love you — Zhivotove
«О, если б грусть моя», Op. 28 — Glier
We Sat Together (Мы сидели с тобой), op. 78  - Tchaikovsky
Heldenmuth, op. 60 -  Tchaikovsky
Rondel, Op. 65 -  Tchaikovsky
Not a Word, O My Friend (Ни слова, о друг мой), Op .6  - Tchaikovsky
None but the Lonely Heart (Нет, только тот, кто знал), op. 6  - Tchaikovsky
Ihr Bild  - Schubert
Wie melodien zieht es mis, Op. 105 -  Brahms
Erinnerung, from cycle «Lieder und Gesange» -  Mahler
He Took All from Me, Op. 26 -  Rachmaninoff
Oh, no, I beg of you, don't leave, Op.4  - Rachmaninoff